# Chelonus altimontanus
Chelonus altimontanus är en stekelart som beskrevs av Vladimir Ivanovich Tobias och Saidov 1995. Chelonus altimontanus ingår i släktet Chelonus och familjen bracksteklar. Inga underarter finns listade i Catalogue of Life.